# C-Griff

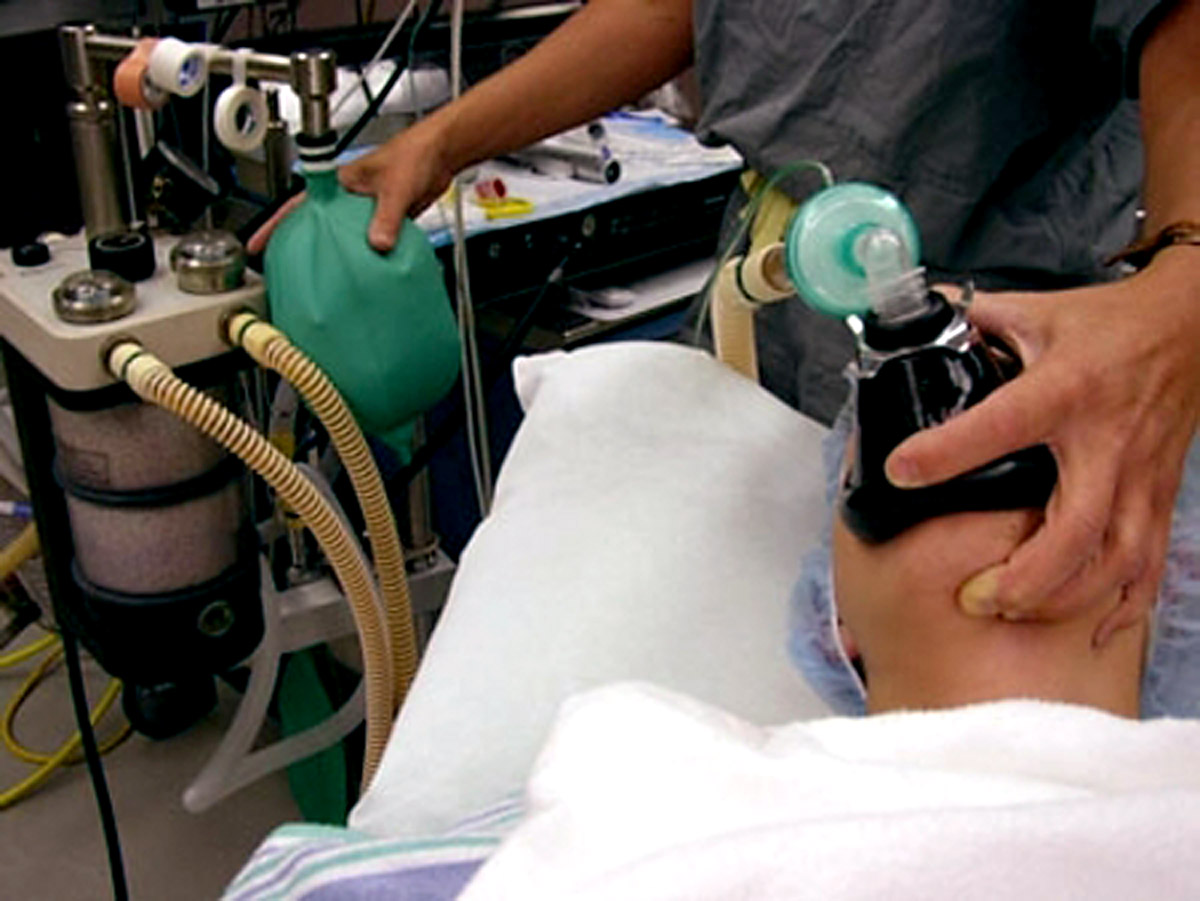
Beutel-Masken-Beatmung mit C-Griff. Daumen und Zeigefinger der linken Hand bilden, von oben betrachtet, ein C

Der C-Griff ermöglicht es, mit einer Hand eine Beatmungsmaske über Mund und Nase eines beatmungspflichtigen Menschen zu halten, während man mit der anderen Hand mit dem Beatmungsbeutel Luft in die Atemwege presst. Damit bezweckt man einen dichten Sitz der Maske, was für eine suffiziente Beatmung unabdingbar ist.
Der C-Griff verdankt seinen Namen dem Aussehen des Daumens und Zeigefingers während der Beatmung. Diese umfassen die Maske und fixieren sie auf dem Gesicht, die übrigen Finger hingegen greifen den Unterkieferkörper (Corpus mandibulae). Unter vorsichtigem Zug wird der Hals gleichzeitig nach hinten überstreckt (Reklination), wodurch die Atemwege frei werden, da Zunge und Gaumensegel (Velum palatinum) sie nicht mehr verlegen können.
Bei unsachgemäßer Anwendung durch kraftvollen Griff in das Weichgewebe anstatt an den Unterkiefer kann das Zungenbein (Os hyoideum) verletzt werden.
Gelingt es nicht, die Maske mittels des einfachen C-Griffes dicht auf das Gesicht aufzusetzen, kann der doppelte C-Griff versucht werden, bei dem die Maske mit beiden Händen gehalten wird. Ein Beatmungsbeutel ist dann durch eine zweite Person zu betätigen.
Der C-Griff findet überall Anwendung, wo mit Hilfe einer Maske beatmet werden muss, am häufigsten in der Anästhesie, Intensivmedizin und Notfallmedizin.